# Gracilariales
Gracilariales S. Fredericq & M.H. Hommersand, 1989 é o nome botânico, segundo o sistema de classificação de Hwan Su Yoon et al. (2006), de uma ordem de algas vermelhas pluricelulares da classe Florideophyceae, subfilo Rhodophytina.

## Táxons inferiores
Família 1: Gracilariaceae Nägeli, 1847
Família 2: Pterocladiophilaceae Fã & Papenfuss, 1959